# Tollie Zellman
Berta Alice Victoria "Tollie" Zellman (født 31. august 1887 i Stockholm, død 9. oktober 1964 i Stockholm) var en svensk skuespillerinde. Zellman spillede med i 49 svenske film mellem 1906 og 1964.

## Udvalgt filmografi
- 1946 – Medan porten var stängd
- 1945 – Marinens Drenge
- 1942 – Lille Frk. Swing
- 1941 – Stakkels Ferdinand
- 1941 – Fem svenske Gutter
- 1941 – Fröken Vildkatt
- 1935 – Karriére
- 1935 – Munkbrogreven
- 1923 – Norrtullsligan